# Herré
Herré település Franciaországban, Landes megyében. Lakosainak száma 141 fő (2022. január 1.). Herré Créon-d’Armagnac, Escalans, Estigarde, Gabarret, Losse és Rimbez-et-Baudiets községekkel határos.

## Népesség
A település népességének változása:
| Lakosok száma | 167  | 142  | 126  | 137  | 128  | 139  | 142  | 141  | 140  | 141  |
|               | 1968 | 1982 | 1990 | 2006 | 2013 | 2015 | 2017 | 2019 | 2020 | 2022 |